# デーリング対ユリス事件
デーリング対ユリス事件（英:Dering v Uris and Others)は、1964年にイギリスで行われた、ポーランド人医者のデーリングとアメリカ合衆国のユダヤ人作家レオン・ユリスとで争われた裁判である。イギリスで行われた最初の戦争犯罪裁判でもあった。
ユリスがイスラエル建国を描いた1958年の小説『エクソダス 栄光への脱出』には、第二次世界大戦中にアウシュヴィッツ＝ビルケナウ強制収容所でデーリング医師が関わった囚人の手術について書かれていた。デーリング医師は、事実とは異なるとして自分への名誉毀損を行ったと申し立てた。裁判は王立裁判所高等法院において1964年4月から5月にかけて開かれた。

## 背景
ポーランド人医師のヴワディスワフ=アレクサンダー・デーリング（Wladislaw Alexander Dering）は第二次世界大戦中にナチス・ドイツに対する抵抗運動を行った廉でアウシュヴィッツ＝ビルケナウ強制収容所に収容された。戦後、イギリスに移住したが、ポーランド政府が引き渡しを要求したため、デーリングは逮捕され、内務省による検証のためにブリクストン刑務所に送られ、19ヶ月間収監された。1948年、内務大臣は、Prima facie（プライマ・フェイシ）、一応の証拠のある事例であるとするには証拠不十分であるとしてデーリングを釈放した。デーリングはその後1950年からイギリス領ソマリランドハルゲイサの病院に勤務し、局長になり、その功績によって大英帝国四等勲爵士を受章した。1960年イギリスへ帰国し、北ロンドンで医療に従事した。
帰国後、デーリングの家族がユリスの小説『エクソダス 栄光への脱出』の一節に気づいた。
「この第十病棟でヴィルト医師は女性を実験動物として扱い、シューマン医師は去勢とX線による不妊実験を施し、クラウベルク医師は卵巣を除去し、デーリング医師は麻酔なしの外科手術「実験」を17000回行った」(Leon Uris, Exodus,1958,p.155.)
デーリング医師は作家とイギリスの出版社William Kimber & Co Ltd.を名誉毀損であると申し立てた。印刷会社は裁判前に謝罪し、賠償金500ポンドで和解したが、作家ユリスと出版者キンバーは法廷で闘うことにした。
小説『エクソダス 栄光への脱出』は『栄光への脱出』として映画化され、1960年9月に公開されていた。監督はユダヤ人でナチス台頭を避けてアメリカに来たオットー・プレミンジャー、同じくユダヤ系のポール・ニューマンが出演していた。

## 裁判
裁判は1964年4月13日から5月6日にかけて王立裁判所イングランド・ウェールズ高等法院においてフレデリック・ロートン（Frederick Lawton）判事の下開かれた。
女王勅撰弁護士（QC）コリン・ダンカンとブライアン・ニールがデーリングの弁護人となり、ガーディナー卿とデヴィッド・ハーストとクーパーが被告の弁護人となった。
裁判でデーリング医師は人体実験手術を行った事実はないと主張した。デーリングが囚人の生殖器を除去する手術をしたのはシューマン医師の命令によるものであり、もしそれに背けば自分の生命も危うくなるとの恐怖を抱いたためであった。また、他の未習熟者が施術するよりも自分が手術する方がましだと考えたため、その命令を拒否することはできなかったと主張した。さらに、切除された生殖器はすでに損傷しており、その囚人の健康のためにも除去するのがよいと考えた。麻酔なしの手術は行っていないし、アウシュヴィッツで行った17000体の手術のうち、通常の手術でなかったのは約130体であると主張した。また、X線による不妊手術にはデーリングは関わっていないと主張された。
被告弁護側は17000の「実験」の数字の誇張を認めた。しかし、施術をしなければデーリングの命が危険にさらされたとする主張、またデーリングの主張するような麻酔投与については異議を唱えた。21病棟でデーリングは脊髄麻酔薬を投与していた。
弁護側は収容所での同僚医師やデーリング側の多数の証人を喚問し、ナチスの医師の要求を拒否した医師たちが処罰されなかったことを証言した。収容所のフランス人精神科医アデレード・オートヴァル（Adélaïde Hautval）はナチス医師の人体実験への協力を拒否したが、処罰されなかったと証言した。
ポーランド政府が法廷に貸与したアウシュヴィッツ収容所の医療記録によれば、性器除去手術がデリング博士のポーランド人同僚であるヤン・グラブチンスキー(Jan Grabczynski)によって行われた。グラブチンスキーは1943年5月6日に15人の若い男性を立て続けに去勢した。
陪審員はデーリングへの損害賠償金を1ハーフペニーと裁定した。出版社と作家側は2ポンドのトークンを法廷に支払ったため、法廷規則によって、デーリングは裁判費用25000ポンドの支払いを命じられた。
記者会見で作家ユリスは小説『エクソダス 栄光への脱出』の将来の版からはデーリング医師の名前は削除されると述べたうえで、この小説のデーリング医師に関する一節には誤りがあったが、収容所での事件は実質的に真実であるとも述べた。
裁判はマスコミからの注目を集めた。タイムズは詳細な裁判報告を行い、法廷で提出された証言の多くを掲載した。

## 事件後
その後、ユリスは、強制収容所の残虐な医者をモデルにした小説を書いた作家が訴えられるというデーリング対ユリス事件に基づく小説 QB VII（王立裁判所第七法廷）を執筆した。この物語の終盤では原告が逆に追い詰められていく。QB VIIは1974年にアメリカ合衆国で監督トム・グライス、ベン・ギャザラ、アンソニー・ホプキンス、レスリー・キャロン、アンソニー・アンドリュース出演でテレビドラマとして製作され、ABCで放送、エミー賞7部門を受賞した。